# Semaine des As 2005
Navigation
Mulhouse 2004 Dijon 2006
La 3e édition de la Semaine des As de basket-ball s'est déroulée du 17 au 20 février 2005 à la Maison des Sports de Clermont-Ferrand.

## Résumé
Nancy, après s'être imposé après prolongations en quart de finale face à Strasbourg remporte le trophée pour la première fois de son histoire en battant en finale Gravelines de 36 points (112-76).

## Tableau

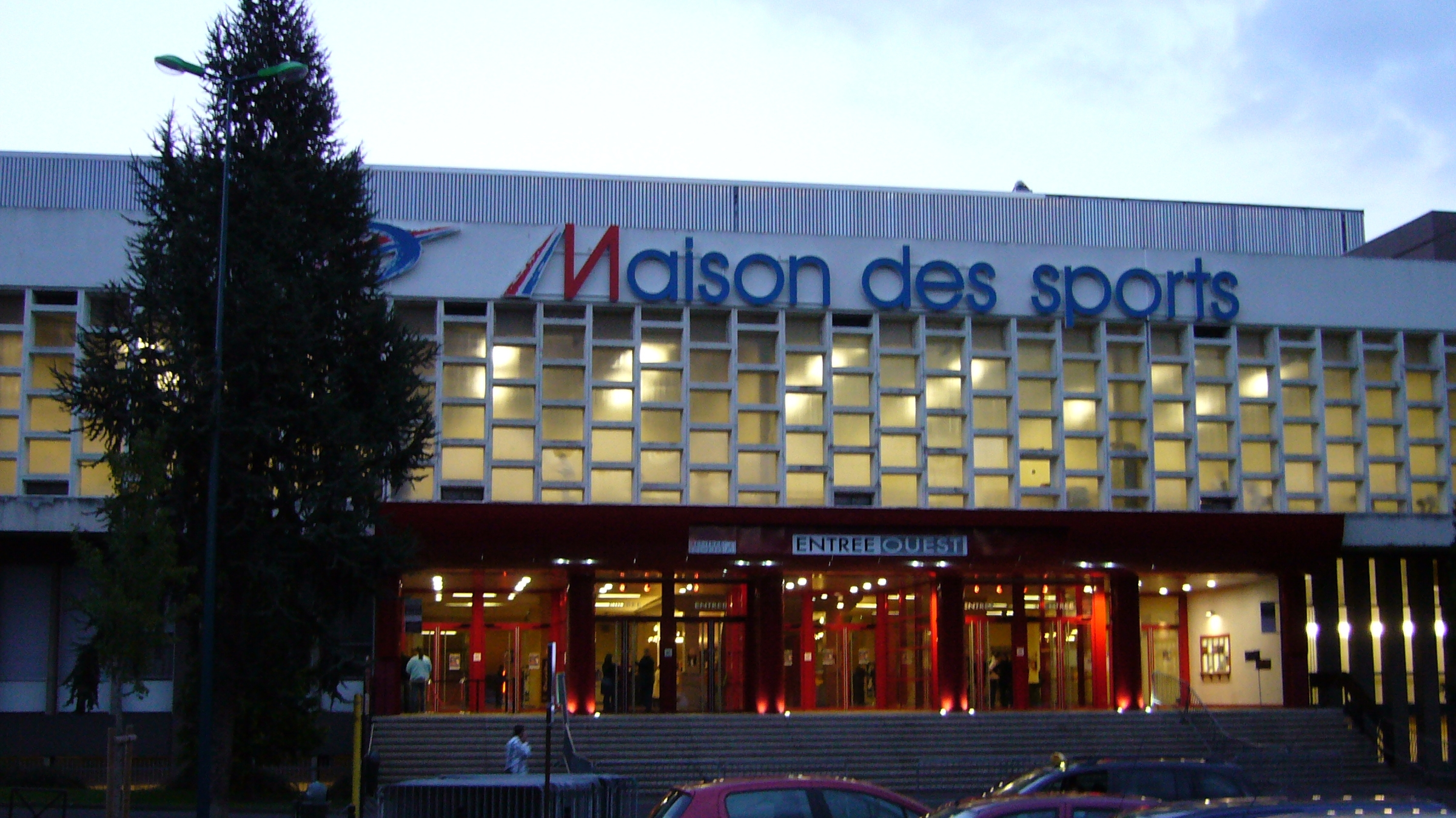
La Maison des Sports de Clermont.

|  | Quarts de finale    | Quarts de finale  |            |    | Demi-finales      | Demi-finales      |  |  | Finale              | Finale              |
|  | Quarts de finale    | Quarts de finale  |            |    | Demi-finales      | Demi-finales      |  |  | Finale              | Finale              |
|  |                     |                   |            |    |                   |                   |  |  |                     |                     |
|  | Jeudi 17 février    | Jeudi 17 février  |            |    | Samedi 19 février | Samedi 19 février |  |  | Dimanche 20 février | Dimanche 20 février |
|  | Jeudi 17 février    | Jeudi 17 février  |            |    | Samedi 19 février | Samedi 19 février |  |  | Dimanche 20 février | Dimanche 20 février |
|  | Le Mans             | 77                |            |    | Samedi 19 février | Samedi 19 février |  |  | Dimanche 20 février | Dimanche 20 février |
|  | Le Mans             | 77                |            |    | Samedi 19 février | Samedi 19 février |  |  | Dimanche 20 février | Dimanche 20 février |
|  | Gravelines          | 91                |            |    | Samedi 19 février | Samedi 19 février |  |  | Dimanche 20 février | Dimanche 20 février |
|  | Gravelines          | 91                | Gravelines | 81 |                   |                   |  |  | Dimanche 20 février | Dimanche 20 février |
|  | Jeudi 17 février    |                   | Gravelines | 81 |                   |                   |  |  | Dimanche 20 février | Dimanche 20 février |
|  |                     | Paris             | 65         |    |                   |                   |  |  | Dimanche 20 février | Dimanche 20 février |
|  | Paris               | Paris             | 65         | 84 |                   |                   |  |  | Dimanche 20 février | Dimanche 20 février |
|  | Paris               |                   |            | 84 |                   |                   |  |  | Dimanche 20 février | Dimanche 20 février |
|  | Clermont            | 80                |            |    |                   |                   |  |  | Dimanche 20 février | Dimanche 20 février |
|  | Clermont            | 80                | Gravelines | 76 |                   |                   |  |  |                     |                     |
|  | Vendredi 18 février |                   | Gravelines | 76 |                   |                   |  |  |                     |                     |
|  |                     | Nancy             | 112        |    |                   |                   |  |  |                     |                     |
|  | Villeurbanne        | Nancy             | 112        | 80 |                   |                   |  |  |                     |                     |
|  | Villeurbanne        | Samedi 19 février |            | 80 |                   |                   |  |  |                     |                     |
|  | Chalon              | 81                |            |    |                   |                   |  |  |                     |                     |
|  | Chalon              | 81                | Chalon     | 73 |                   |                   |  |  |                     |                     |
|  | Vendredi 18 février |                   | Chalon     | 73 |                   |                   |  |  |                     |                     |
|  |                     | Nancy             | 82         |    |                   |                   |  |  |                     |                     |
|  | Strasbourg          | Nancy             | 82         | 73 |                   |                   |  |  |                     |                     |
|  | Strasbourg          |                   |            | 73 |                   |                   |  |  |                     |                     |
|  | Nancy               | 82 (ap)           |            |    |                   |                   |  |  |                     |                     |
|  | Nancy               | 82 (ap)           |            |    |                   |                   |  |  |                     |                     |

## Les vainqueurs
Entraîneur :  Jean-Luc Monschau
| Numéro | Nom               | Né en | Taille | Nationalité | Poste            |
| 4      | Maurice Bailey    | 1983  | 1,83   | États-Unis  | Meneur/Arrière   |
| 6      | Djordje Petrović  | 1984  | 2,02   | Serbie      | Intérieur        |
| 7      | Dan McClintock    | 1977  | 2,12   | États-Unis  | Pivot            |
| 8      | Vincent Mendy     | 1983  | 2,03   | France      | Pivot            |
| 9      | Moustapha N'Diaye | 1984  | 1,98   | France      | Ailier           |
| 10     | Maxime Zianveni   | 1979  | 1,98   | France      | Ailier/Intérieur |
| 11     | Filip Videnov     | 1980  | 1,93   | Bulgarie    | Arrière          |
| 12     | Meir Tapiro       | 1975  | 1,92   | Israël      | Meneur/Arrière   |
| 13     | Vincent Masingue  | 1976  | 2,05   | France      | Pivot            |
| 14     | DeRon Hayes       | 1970  | 1,96   | États-Unis  | Ailier           |
| 15     | Tariq Kirksay     | 1979  | 1,98   | États-Unis  | Ailier           |